# Alpen Cup w skokach narciarskich 2017/2018
Alpen Cup w skokach narciarskich 2017/2018 rozpoczął się 9 września 2017 w szwajcarskim Kanderstegu, a zakończyła się 11 marca 2018 we francuskim Chaux-Neuve. Cykl składał się z 12 konkursów indywidualnych rozgrywanych na skoczniach w Szwajcarii, Włoszech, Niemczech, Słowenii oraz Francji. Pierwsze cztery konkursy odbyły się latem, pozostałe zimą. 
Zwycięzcą ubiegłorocznego cyklu został Słoweniec Žiga Jelar.

## Kalendarz i wyniki
| Lp.                                        | Data                                       | Miejscowość                                | Skocznia                                   | HS                                         | Uwagi                                      | 1. miejsce                                                             | 2. miejsce                                                                 | 3. miejsce                                                                          |
| ------------------------------------------ | ------------------------------------------ | ------------------------------------------ | ------------------------------------------ | ------------------------------------------ | ------------------------------------------ | ---------------------------------------------------------------------- | -------------------------------------------------------------------------- | ----------------------------------------------------------------------------------- |
| 1.                                         | 9 września 2017                            | Kandersteg                                 | Lötschberg-Schanze                         | HS-106                                     | -                                          | Aljaž Osterc                                                           | Philipp Haagen                                                             | Cedrik Weigel                                                                       |
| 2.                                         | 10 września 2017                           | Kandersteg                                 | Lötschberg-Schanze                         | HS-106                                     | -                                          | Sandro Hauswirth                                                       | Jan Kus                                                                    | Philipp Haagen Jonathan Learoyd                                                     |
| 3.                                         | 23 września 2017                           | Predazzo                                   | Trampolino Dal Ben                         | HS-104                                     | -                                          | Justin Lisso                                                           | Jonathan Learoyd                                                           | Jan Kus Clemens Leitner                                                             |
| 4.                                         | 24 września 2017                           | Predazzo                                   | Trampolino Dal Ben                         | HS-104                                     | -                                          | Justin Lisso Luca Roth                                                 | –                                                                          | Jan Kus                                                                             |
| 5.                                         | 14 grudnia 2017                            | Seefeld                                    | Casino Arena                               | HS-109                                     | [ 1 ]                                      | Clemens Leitner                                                        | Julian Wienerroither                                                       | Cedrik Weigel                                                                       |
| 6.                                         | 15 grudnia 2017                            | Seefeld                                    | Casino Arena                               | HS-109                                     | -                                          | Sandro Hauswirth                                                       | Aljaž Osterc Clemens Leitner                                               | –                                                                                   |
| 7.                                         | 13 stycznia 2018                           | Hinterzarten                               | Adler-Skistadion                           | HS-108                                     | [ 2 ]                                      | Jan Hörl                                                               | Luca Roth                                                                  | Sandro Hauswirth                                                                    |
| 8.                                         | 14 stycznia 2018                           | Hinterzarten                               | Adler-Skistadion                           | HS-108                                     | [ 2 ]                                      | Jan Hörl                                                               | Aljaž Osterc Philipp Raimund                                               | –                                                                                   |
| 9.                                         | 17 lutego 2018                             | Kranj                                      | Bauhenk                                    | HS-109                                     | [ 1 ]                                      | Domen Prevc                                                            | Žak Mogel                                                                  | Maximilian Lienher                                                                  |
| 10.                                        | 18 lutego 2018                             | Kranj                                      | Bauhenk                                    | HS-109                                     | -                                          | Jan Hörl                                                               | Sandro Hauswirth                                                           | Maximilian Lienher                                                                  |
|                                            |                                            |                                            |                                            |                                            |                                            |                                                                        |                                                                            |                                                                                     |
| –                                          | 24 lutego 2018                             | Planica                                    | Bloudkova velikanka                        | HS-80                                      | [ 4 ]                                      | Lean Niederberger                                                      | Taj Ekart                                                                  | Simon Steinbeißer                                                                   |
| –                                          | 24 lutego 2018                             | Planica                                    | Bloudkova velikanka                        | HS-102                                     | [ 5 ] [ 1 ]                                | Žak Mogel                                                              | Jan Bombek                                                                 | Tom Gerisch                                                                         |
| –                                          | 25 lutego 2018                             | Planica                                    | Bloudkova velikanka                        | HS-80                                      | druż.                                      | Słowenia I 1. Jernej Presečnik 2. Jan Bombek 3. Žak Mogel 4. Rok Oblak | Niemcy I 1. Simon Spiewok 2. Quirin Modricker 3. Luca Geyer 4. Tom Gerisch | Włochy 1. Daniel Moroder 2. Mattia Galiani 3. Francesco Cecon 4. Giovanni Bresadola |
|                                            |                                            |                                            |                                            |                                            |                                            |                                                                        |                                                                            |                                                                                     |
| 11.                                        | 9 marca 2018                               | Chaux-Neuve                                | La Côté Feuillée                           | HS-118                                     | -                                          | Sandro Hauswirth                                                       | Jan Kus                                                                    | Mika Schwann                                                                        |
| 12.                                        | 10 marca 2018                              | Chaux-Neuve                                | La Côté Feuillée                           | HS-118                                     | -                                          | Žak Mogel                                                              | Mika Schwann                                                               | Aljaž Osterc                                                                        |
| Alpen Cup 2017/2018 – klasyfikacja końcowa | Alpen Cup 2017/2018 – klasyfikacja końcowa | Alpen Cup 2017/2018 – klasyfikacja końcowa | Alpen Cup 2017/2018 – klasyfikacja końcowa | Alpen Cup 2017/2018 – klasyfikacja końcowa | Alpen Cup 2017/2018 – klasyfikacja końcowa | Sandro Hauswirth                                                       | Jan Kus                                                                    | Aljaž Osterc                                                                        |

## Statystyki indywidualne
| Zawodnik | Kandersteg 09.09 | Einsiedeln 10.09 | Predazzo 23.09 | Predazzo 24.09 | Seefeld 14.12 | Seefeld 15.12 | Hinterzarten 13.01 | Hinterzarten 14.01 | Kranj 17.02 | Kranj 18.02 | Chaux-Neuve 10.03 | Chaux-Neuve 11.03 |
| Austria | Austria          | Austria          | Austria        | Austria        | Austria       | Austria       | Austria            | Austria            | Austria     | Austria     | Austria           | Austria           |
| --- | ---------------- | ---------------- | -------------- | -------------- | ------------- | ------------- | ------------------ | ------------------ | ----------- | ----------- | ----------------- | ----------------- |
| Xaver Aigner | –                | –                | –              | –              | –             | –             | 53                 | 58                 | 64          | 61          | –                 | –                 |
| Niklas Bachlinger | –                | –                | –              | –              | –             | –             | –                  | –                  | 40          | 53          | 32                | 41                |
| Francesco Bonaccorso | –                | –                | –              | –              | 54            | 51            | –                  | –                  | –           | –           | –                 | –                 |
| Josef Dirnbauer | 41               | 36               | –              | –              | –             | –             | –                  | –                  | –           | –           | –                 | –                 |
| David Haagen | 19               | 18               | 11             | 14             | 15            | 9             | 38                 | 27                 | –           | –           | 34                | 10                |
| Philipp Haagen | 2                | 3                | 14             | 20             | –             | –             | 49                 | 47                 | 35          | 26          | 25                | 30                |
| Jan Hörl | 38               | 33               | 19             | 18             | 29            | 22            | 1                  | 1                  | 12          | 1           | 11                | 9                 |
| Timon-Pascal Kahofer | –                | –                | –              | –              | 44            | 40            | –                  | –                  | –           | –           | –                 | –                 |
| Hannes Landerer | –                | –                | –              | –              | –             | –             | –                  | –                  | 62          | 51          | 42                | 40                |
| Clemens Leitner | 11               | 9                | 3              | 14             | 1             | 2             | –                  | –                  | –           | –           | –                 | –                 |
| Maximilian Lienher | 32               | 21               | 16             | 25             | –             | –             | 6                  | 10                 | 3           | 3           | 20                | 21                |
| Elias Maurer | –                | –                | –              | –              | 55            | 47            | –                  | –                  | 51          | 35          | –                 | –                 |
| Florian Mittendorfer | –                | –                | –              | –              | 20            | 32            | 37                 | 32                 | –           | –           | –                 | –                 |
| Claudio Mörth | –                | –                | –              | –              | 39            | 19            | 33                 | 43                 | –           | –           | –                 | –                 |
| Francisco Mörth | 26               | 27               | 20             | 23             | 47            | 50            | –                  | –                  | 61          | 31          | –                 | –                 |
| Sebastian Novak | –                | –                | –              | –              | 49            | 37            | –                  | –                  | –           | –           | –                 | –                 |
| Maximilian Ortner | –                | –                | 51             | 49             | 40            | 53            | –                  | –                  | –           | –           | –                 | –                 |
| Valentin Praun | 43               | 39               | 40             | 36             | 28            | 43            | –                  | –                  | –           | –           | –                 | –                 |
| Stefan Rainer | 12               | 20               | 34             | 27             | 8             | 35            | 14                 | 21                 | 7           | 30          | 21                | 18                |
| Peter Resinger | 39               | 57               | 48             | 44             | 13            | 44            | 21                 | 34                 | 53          | 56          | 39                | 27                |
| Mika Schwann | –                | –                | –              | –              | –             | –             | 8                  | 4                  | 9           | 8           | 3                 | 2                 |
| Maximilian Schmalnauer | 47               | 40               | 38             | 595            | 25            | 39            | –                  | –                  | –           | –           | –                 | –                 |
| Dominik Schwei | 53               | 59               | –              | –              | 21            | 26            | 45                 | 41                 | –           | –           | –                 | –                 |
| Noah Valtiner | 16               | 16               | 615            | dns            | 17            | 32            | 13                 | 10                 | 10          | 10          | 16                | 13                |
| Julian Wackernell | 15               | 33               | 29             | 24             | 61            | 59            | 38                 | 39                 | 45          | 28          | 37                | 36                |
| Noah Widhölzl | –                | –                | 35             | 42             | 41            | 49            | –                  | –                  | 54          | 54          | –                 | –                 |
| Julian Wienerroither | 42               | 634              | 50             | 39             | 2             | 25            | 24                 | 13                 | 13          | 20          | 14                | 17                |
| Marco Wörgötter | –                | –                | –              | –              | –             | –             | 59                 | 53                 | –           | –           | –                 | –                 |
| Francja |                  |                  |                |                |               |               |                    |                    |             |             |                   |                   |
| Alessandro Batby | 36               | 28               | 49             | 47             | 25            | 38            | 44                 | 38                 | 55          | 43          | 27                | 20                |
| Leo Benas | –                | –                | –              | –              | –             | –             | –                  | –                  | –           | –           | 47                | 47                |
| Tim Bernoud | 60               | 51               | 57             | 56             | –             | –             | –                  | –                  | –           | –           | –                 | –                 |
| Adrien Caron | 53               | 55               | 56             | 57             | 65            | 65            | –                  | –                  | –           | –           | 44                | 46                |
| Jules Chervet | 65               | 65               | –              | –              | –             | –             | –                  | –                  | –           | –           | 45                | 45                |
| Mathis Contamine | 24               | 25               | 30             | 20             | 34            | 28            | 19                 | 22                 | 39          | 24          | 7                 | 15                |
| Valentin Foubert | –                | –                | 46             | 43             | 64            | 61            | 31                 | 44                 | 57          | 55          | 41                | 43                |
| Jonathan Learoyd | 9                | 3                | 2              | 5              | –             | –             | –                  | –                  | –           | –           | –                 | –                 |
| Enzo Milesi | 63               | 61               | –              | –              | –             | –             | 62                 | 59                 | 62          | 62          | 40                | 39                |
| Thomas Spenner | 46               | 645              | –              | –              | –             | –             | –                  | –                  | –           | –           | –                 | –                 |
| Jack White | 62               | 56               | –              | –              | 31            | 54            | 56                 | 48                 | 49          | 44          | 43                | 32                |
| Niemcy |                  |                  |                |                |               |               |                    |                    |             |             |                   |                   |
| Finn Braun | –                | –                | –              | –              | –             | –             | 60                 | 59                 | –           | –           | –                 | –                 |
| Lorenz Efinger | –                | –                | –              | –              | –             | –             | 51                 | 55                 | –           | –           | –                 | –                 |
| Tom Gerisch | 33               | 26               | 37             | 41             | 51            | 44            | 64                 | 54                 | 37          | 29          | 26                | 31                |
| Luca Geyer | –                | –                | –              | –              | 23            | 30            | 26                 | 29                 | 50          | 48          | –                 | –                 |
| Max Goller | 18               | 13               | 15             | 9              | 58            | 12            | 17                 | 27                 | 19          | 32          | 15                | 8                 |
| Claudio Haas | –                | –                | –              | –              | –             | –             | 42                 | 24                 | –           | –           | –                 | –                 |
| Benedikt Hahne | 44               | 47               | 44             | 33             | –             | –             | 34                 | 51                 | –           | –           | 46                | 42                |
| Tim Hettich | –                | –                | –              | –              | –             | –             | –                  | –                  | 57          | 58          | –                 | –                 |
| Niclas Heumann | 35               | 42               | –              | –              | –             | –             | –                  | –                  | 21          | 17          | 23                | 33                |
| Corvin Kühnel | –                | –                | –              | –              | 50            | 56            | –                  | –                  | –           | –           | –                 | –                 |
| Justin Lisso | 7                | 6                | 1              | 1              | 31            | 18            | –                  | –                  | 4           | dns         | –                 | –                 |
| Sebastian Ludwig | 28               | 30               | –              | –              | –             | –             | 65                 | 50                 | –           | –           | –                 | –                 |
| Kilian Märkl | 21               | 24               | 24             | 17             | dns           | dns           | 47                 | 15                 | 28          | 25          | 9                 | 24                |
| Axel Mayländer | 10               | 11               | 7              | 22             | 23            | 29            | 47                 | 23                 | 64          | 37          | 18                | 14                |
| Quirin Modricker | 29               | 41               | 42             | 31             | 25            | 36            | 58                 | 49                 | –           | –           | –                 | –                 |
| Philipp Raimund | –                | –                | 9              | 6              | 31            | 10            | 15                 | 2                  | 6           | 9           | –                 | –                 |
| Daniel Rehm | –                | –                | –              | –              | –             | –             | 40                 | 61                 | –           | –           | –                 | –                 |
| Luca Roth | 5                | 5                | 5              | 1              | 47            | 5             | 2                  | 7                  | 16          | 13          | 8                 | 6                 |
| Adrian Sell | 34               | 21               | 32             | 40             | 44            | 26            | 7                  | 9                  | 34          | 47          | –                 | –                 |
| Jonathan Siegel | 17               | 14               | 8              | 7              | 12            | 7             | 25                 | 29                 | 17          | 22          | 10                | 28                |
| Simon Spiewok | 24               | dns              | 18             | 16             | –             | –             | 35                 | 31                 | –           | –           | –                 | –                 |
| Cedrik Weigel | 3                | 12               | 12             | 10             | 3             | 8             | 17                 | 16                 | 17          | 18          | –                 | –                 |
| Justin Weigel | –                | –                | 36             | 34             | 19            | 34            | 22                 | 24                 | 59          | 33          | 28                | 22                |
| Lennart Weigel | 22               | 48               | 21             | 12             | 35            | 30            | 29                 | 14                 | 31          | 38          | –                 | –                 |
| Słowenia |                  |                  |                |                |               |               |                    |                    |             |             |                   |                   |
| Dan Belhar | –                | –                | –              | –              | –             | –             | –                  | –                  | –           | 64          | –                 | –                 |
| Jan Bombek | 23               | 17               | 13             | 13             | 13            | 13            | 43                 | 42                 | 5           | 12          | 12                | 19                |
| Tine Bogataj | 31               | 32               | 26             | 38             | 9             | 14            | 20                 | 12                 | 8           | 11          | 28                | 25                |
| Medard Brezovnik | 20               | 19               | 22             | 10             | 17            | 23            | 26                 | 19                 | 26          | 36          | –                 | –                 |
| Bernard Dobre | –                | –                | 53             | 52             | –             | –             | 40                 | 32                 | 24          | 59          | –                 | –                 |
| Tjaš Grilc | –                | –                | –              | –              | –             | –             | –                  | –                  | 25          | 44          | –                 | –                 |
| Mark Hafnar | 56               | 48               | 31             | 27             | 10            | 17            | 15                 | 18                 | 28          | 66          | 24                | 37                |
| Matic Hladnik | –                | –                | 58             | 54             | –             | –             | –                  | –                  | –           | –           | –                 | –                 |
| Tomi Jovan | 37               | 38               | –              | –              | 29            | 21            | –                  | –                  | 42          | –           | –                 | –                 |
| Lovro Kos | 12               | 8                | –              | –              | 53            | 55            | –                  | –                  | –           | 22          | –                 | –                 |
| Jan Kus | 4                | 2                | 3              | 3              | 16            | 6             | 4                  | 8                  | 14          | 6           | 2                 | 7                 |
| Kristijan Lesnik | 61               | 58               | –              | –              | –             | –             | –                  | –                  | –           | –           | –                 | –                 |
| Rok Masle | –                | –                | –              | –              | –             | –             | –                  | –                  | 21          | 39          | –                 | –                 |
| Žak Mogel | 56               | 54               | 23             | 29             | 6             | 4             | 12                 | 5                  | 2           | 4           | 4                 | 1                 |
| Rok Oblak | 48               | 45               | 28             | 18             | 51            | 20            | 10                 | 19                 | 21          | 40          | 33                | 35                |
| Aljaž Osterc | 1                | 6                | –              | –              | 4             | 2             | 4                  | 2                  | 15          | 7           | 5                 | 3                 |
| Blaž Pavlič | 6                | 10               | –              | –              | –             | –             | 11                 | 24                 | 20          | 16          | 22                | 5                 |
| Jernej Presečnik | –                | –                | 43             | 32             | 10            | 11            | 50                 | –                  | 38          | 21          | 17                | 11                |
| Domen Prevc | –                | –                | –              | –              | –             | –             | –                  | –                  | 1           | 5           | –                 | –                 |
| Marcel Rep | –                | –                | 55             | 53             | –             | –             | –                  | –                  | 52          | –           | –                 | –                 |
| Luka Robnik | –                | –                | –              | –              | –             | –             | –                  | –                  | –           | 50          | –                 | –                 |
| Urban Rogelj | 27               | 31               | –              | –              | 42            | 42            | –                  | –                  | –           | –           | –                 | –                 |
| Marcel Stržinar | –                | –                | –              | –              | 35            | 40            | –                  | –                  | –           | –           | –                 | –                 |
| Nejc Toporiš | 40               | 28               | 39             | 51             | 42            | 44            | 35                 | 44                 | 36          | 42          | –                 | –                 |
| Lovro Vodušek | 53               | 35               | 26             | 26             | 22            | 16            | 23                 | 40                 | 26          | 27          | 6                 | 16                |
| Matija Vidic | –                | –                | 33             | 37             | –             | –             | 29                 | 35                 | 30          | 34          | –                 | –                 |
| Patrik Vitez | –                | –                | 40             | 46             | –             | –             | 52                 | 52                 | –           | –           | –                 | –                 |
| Gorazd Završnik | –                | –                | –              | –              | –             | –             | –                  | –                  | 43          | –           | –                 | –                 |
| Szwajcaria |                  |                  |                |                |               |               |                    |                    |             |             |                   |                   |
| Mario Anderegg | 59               | 53               | –              | –              | –             | –             | 61                 | 62                 | –           | –           | –                 | –                 |
| Noah Camenzind | 64               | 62               | –              | –              | 55            | 57            | –                  | –                  | 48          | 60          | –                 | –                 |
| Sandro Hauswirth | 8                | 1                | 9              | 8              | 6             | 1             | 3                  | 6                  | 11          | 2           | 1                 | 4                 |
| Olan Lacroix | 29               | 37               | 17             | 34             | 60            | 52            | 54                 | 57                 | 46          | 41          | 31                | 26                |
| Lars Kindlimann | –                | –                | –              | –              | –             | –             | 55                 | 56                 | 60          | 51          | 38                | 38                |
| Pascal Müller | 45               | 44               | 47             | 48             | –             | –             | –                  | –                  | –           | –           | –                 | –                 |
| Lean Niederberger | 52               | 52               | –              | –              | 35            | 48            | 32                 | 46                 | 32          | 57          | 36                | 44                |
| Janne Perini | 50               | 60               | 54             | 50             | –             | –             | –                  | –                  | –           | –           | –                 | –                 |
| Dominik Peter | 12               | 15               | 6              | 4              | 35            | 15            | 9                  | 16                 | 43          | 18          | 13                | 23                |
| Kevin Romang | 49               | 50               | –              | –              | –             | –             | –                  | –                  | –           | –           | –                 | –                 |
| Włochy |                  |                  |                |                |               |               |                    |                    |             |             |                   |                   |
| Giovanni Bresadola | –                | –                | –              | –              | 5             | 24            | 28                 | 36                 | 41          | 15          | 35                | 29                |
| Andrea Campregher | 68               | 66               | 60             | 60             | 66            | 66            | 68                 | 66                 | 66          | 65          | –                 | –                 |
| Francesco Cecon | 662              | 23               | 25             | 30             | 59            | 58            | 45                 | –                  | 46          | 46          | 19                | 12                |
| Mattia Galiani | 58               | 43               | 44             | 45             | 55            | 63            | 62                 | 63                 | 67          | 63          | –                 | –                 |
| Alessio Longo | 51               | 46               | 52             | 54             | 61            | 64            | 67                 | 65                 | –           | –           | –                 | –                 |
| Daniel Moroder | 67               | dns              | 59             | 58             | 63            | 62            | 66                 | 64                 | 56          | 49          | –                 | –                 |
| Robin Runggaldier | –                | –                | 62             | 61             | –             | –             | –                  | –                  | –           | –           | –                 | –                 |
| Gabriele Zambelli | –                | –                | –              | –              | 44            | 60            | 57                 | 37                 | 33          | 14          | 30                | 34                |
| 1-3 4-30 poniżej 30 dns – Zawodnik zgłoszony nie wystartował w konkursie. dsq – Zawodnik został zdyskwalifikowany w konkursie. - – Zawodnik nie został zgłoszony do konkursu. |                  |                  |                |                |               |               |                    |                    |             |             |                   |                   |
| 1 – Zawodnik został zdyskwalifikowany w drugiej serii. 2 – Zawodnik został zdyskwalifikowany w pierwszej serii, jednak wziął udział w drugiej serii. 3 – Zawodnik został zdyskwalifikowany w pierwszej serii, nie wziął udziału w drugiej serii. 4 – Zawodnik nie wziął udziału w pierwszej serii. 5 – Zawodnik nie wziął udziału w drugiej serii. |                  |                  |                |                |               |               |                    |                    |             |             |                   |                   |

## Klasyfikacje

### Klasyfikacja generalna
| Miejsce | Zawodnik         | Występy | Punkty |
| ------- | ---------------- | ------- | ------ |
| 1.      | Sandro Hauswirth | 12      | 687    |
| 2.      | Jan Kus          | 12      | 561    |
| 3.      | Aljaž Osterc     | 10      | 557    |
| 4.      | Luca Roth        | 11      | 503    |
| 5.      | Žak Mogel        | 10      | 447    |
| 6.      | Jan Hörl         | 10      | 411    |
| 7.      | Justin Lisso     | 6       | 339    |
| 8.      | Clemens Leitner  | 6       | 311    |
| 9.      | Mika Schwann     | 6       | 283    |
| 10.     | Cedrik Weigel    | 10      | 278    |
| ...     |                  |         |        |

### Klasyfikacja drużynowa
| Miejsce | Reprezentacja | [ 6 ] | Punkty | Strata |
| ------- | ------------- | ----- | ------ | ------ |
| 1.      | Słowenia      | 20    | 2812   | –      |
| 2.      | Niemcy        | 18    | 2315   | -497   |
| 3.      | Austria       | 17    | 2213   | -599   |
| 4.      | Szwajcaria    | 3     | 937    | -1875  |
| 5.      | Francja       | 3     | 346    | -2466  |
| 6.      | Włochy        | 3     | 141    | -2671  |